# Ledesma de la Cogolla
Ledesma de la Cogolla é um município da Espanha
na província e comunidade autónoma de La Rioja, de área 12,13 km² com população de 27 habitantes (2007) e densidade populacional de 1,89 hab/km².

## Demografia
| Variação demográfica do município entre 1991 e 2004 | Variação demográfica do município entre 1991 e 2004 | Variação demográfica do município entre 1991 e 2004 | Variação demográfica do município entre 1991 e 2004 |
| --------------------------------------------------- | --------------------------------------------------- | --------------------------------------------------- | --------------------------------------------------- |
| 1991                                                | 1996                                                | 2001                                                | 2004                                                |
| 21                                                  | 20                                                  | 21                                                  | 23                                                  |